# Thác Đắk G'Lun
Thác Đắk G'Lun là thác nước trên dòng sông Đăk G'lun ở vùng đất Thôn 5 xã Quảng Tâm, Tuy Đức tỉnh Đắk Nông, Việt Nam .
Tên thác còn viết là Đăk G'Lun, Dak G'Lun hay Đắk G'Lum.
Thác Đăk G’Lun nằm trong địa phận huyện Tuy Đức, Đắk Nông. Cách trung tâm Gia Nghĩa 60 km và cách Cửa khẩu Bu Prăng hơn 40 km.

## Đặc điểm
Đắk G’lun có chiều cao khoảng 50 m, chiều rộng thác khoảng 15m, độ dốc  90°, thác có diện tích là 91,6 ha. Bên trên dòng thác là những khối đá lớn,chân thác có vòm đá rộng. Thác Đắk G’lun được bao bọc bởi hơn 1.000 ha rừng đặc dụng vì vậy hệ sinh thái ở thác đa dạng và phong phú .

## Đăk G'lun
Sông Đăk G'lun là một dòng thượng nguồn của sông Bé, trong Hệ thống sông Đồng Nai.
Đăk G'lun bắt nguồn từ vùng núi tây bắc xã Quảng Tâm, Tuy Đức tỉnh Đắk Nông, chảy về tây nam.
Tại huyện Bù Gia Mập Đăk G'lun hợp lưu với Sông Đắk R' Lấp thành sông Bé 11°49′58″B 107°03′17″Đ / 11,832883°B 107,054615°Đ. Vùng hợp lưu hiện là lòng hồ thủy điện Thác Mơ.
Thủy điện Đăk Glun có công suất lắp máy 18 MW xây dựng trên dòng Đăk G'lun, hoàn thành tháng 8/2011. 12°1′37″B 107°10′59″Đ / 12,02694°B 107,18306°Đ

## Chỉ dẫn
1. ↑  Trong tiếng các dân tộc thuộc nhóm ngôn ngữ Môn-Khmer ở Tây Nguyên và trong tiếng Việt cổ (trước thế kỷ 16, xem Chữ Nôm) thì đăk đã có nghĩa là nước, sông, suối, còn krông nghĩa là sông.